# Burgundia (transatlantico)
La Burgundia è stata una nave a vapore, costruita da T. Royden & Sons nei cantieri navali di Liverpool nel 1892. Con una stazza di 2.908 tonnellate misurava 100 metri in lunghezza, 12 di larghezza, aveva una velocità massima 11 nodi e poteva trasportare 1.218 passeggeri (18 in prima classe e 1200 in terza).
Entrò in servizio per la società marittima francese Fabre Line sulla linea Mediterraneo-New York. Fu disarmata nel 1905.